# Henchir-Bijga
Henchir-Bijga, também conhecido simplesmente como Bijga, é um lugar na Tunísia, Norte da África, perto da cidade de Túnis.

## História
Durante o Império Romano era conhecida como Bisica e era uma Civitas (cidade) da província romana da África. A cidade também foi sede de um antigo bispado cristão, que embora tenha deixado de funcionar com a conquista muçulmana do Magrebe, sobrevive hoje como sede titular da Igreja Católica Romana. As ruínas da antiga cidade ainda podem ser vistas.